# Hypena jocosalis
Hypena jocosalis là một loài bướm đêm trong họ Erebidae.